# Tomasz Wolny
Tomasz Wolny (ur. 5 listopada 1980 w Poznaniu) – polski dziennikarz informacyjny i prezenter telewizyjny.

## Życiorys
Ukończył studia na Uniwersytecie im. Adama Mickiewicza w Poznaniu. Przed rozpoczęciem kariery dziennikarskiej pracował w Stanach Zjednoczonych, m.in. jako pracownik budowlany na wysokościach, kelner i instruktor narciarstwa, był również stażystą w siedzibie ONZ w Nowym Jorku i w polskiej ambasadzie w Meksyku.
Karierę dziennikarską rozpoczął w portalu tvn24.pl, a w 2008 został reporterem w stacji TVN24. Od 2010 do czerwca 2024 był związany z Telewizją Polską, dla której najpierw prowadził programy: Telekurier (w latach 2010–2014) i Teleskop w TVP3 Poznań, a później był gospodarzem programów: Panorama (2014–2023) i Kochanie, ratujmy swoje dzieci (2016) w TVP2 oraz współprowadzącym program śniadaniowy Pytanie na śniadanie (2015–2023) w TVP2. W 2021 został kapitanem drużyny w programie rozrywkowym To był rok! w TVP1. 12 listopada 2024 dołączył do redakcji Kanału Zero. W 2025 nawiązał współpracę z telewizją Polsat, w której wiosną uczestniczył w 16. edycji programu rozrywkowego Dancing with the Stars. Taniec z gwiazdami, a w czerwcu 2025 współprowadził (z Agnieszką Hyży) koncert Wrocław Przyszłości.
Jest wykładowcą na Wydziale Nauk Politycznych i Dziennikarstwa Uniwersytetu im. Adama Mickiewicza w Poznaniu. Został ambasadorem Olimpiad Specjalnych Polska i Stowarzyszenia SOS Wioski Dziecięce w Polsce.

## Życie prywatne
W 2009 ożenił się z dziennikarką TVN24, Agatą Tomaszewską, z którą ma troje dzieci: Zofię, Tymona oraz Halszkę.
Prywatnie jest pasjonatem brazylijskiego jiu jitsu, koszykówki, kitesurfingu, jazdy konnej i kibicem klubu piłkarskiego Lech Poznań.

## Występy i prowadzenie w programach
- 2010–2014: Telekurier
- 2014–2023: Panorama
- 2015–2023: Pytanie na śniadanie (współprowadzący m.in. z Marceliną Zawadzką i Idą Nowakowską)
- 2016: Kochanie, ratujmy nasze dzieci
- 2021: To był rok!
- 2024–: 7:00 – magazyn poranny (współprowadzący)
- 2025: Dancing with the Stars. Taniec z gwiazdami (w duecie z Darią Sytą)
- 2025: Halo Tu Polsat (współprowadzący m.in. z Idą Nowakowską)

## Odznaczenia
- Złoty Krzyż Zasługi – 2021[14]
- Odznaczenie Dumni z Powstańców – 2024[15]

## Nagrody
Był dwukrotnie wyróżniony w Przeglądzie i Konkursie oddziałów terenowych TVP w kategoriach: „Najlepszy news” i „Najlepsza relacja na żywo”. Jest laureatem Róży Gali w kategorii „Media” (2014), dwóch Telekamer w kategorii „Prezenter informacji” (2019, 2020), a także Złotego BohaterONa Publiczności oraz Srebrnego BohaterONa Kapituły za promocję setnej rocznicy wybuchu powstania wielkopolskiego i pomysł zorganizowania koncertu „Wielkopolanie śpiewają Niepodległej. W chwilach próby zwycięstwo” (2019). Nagrodzony statuetką Lodołamacz 2022 „Dziennikarz Bez Barier” „za przełamywanie stereotypów i kształtowanie szczególnej wrażliwości społecznej ukierunkowanej na potrzeby osób niepełnosprawnych, laureat wyróżnienia Medal Przyjaciel Integracji, dwukrotnie nominowany w plebiscycie „Gwiazdy Dobroczynności”.